# Monument voor Gesneuvelde Militairen 1986-1992
Het Monument Gesneuvelde Militairen 1986-1992 is een oorlogsmonument voor de Memre Boekoe-kazerne aan de Gravenberchstraat. Het monument werd op 22 maart 2016 onthuld door president Desi Bouterse. Vijf dagen eerder was het Monument Gesneuvelde Militairen en Burgers Binnenlandse Oorlog aan de Waterkant onthuld door DNA-voorzitter Geerlings-Simons (NDP). In de Binnenlandse Oorlog kwamen 72 militairen om het leven.
Tijdens de onthulling beweerde minister Ronni Benschop van Defensie: "De militairen hebben hun leven gegeven in de strijd tegen de gemaskerde vijand die helaas niet tot het verleden behoort, maar nog steeds manifest is." Ook Bouterse beweerde dat de vijand "nog steeds om de hoek loert om weer toe te slaan." Ook werden toespraken door geestelijken gehouden.
Het monument wordt gevormd door twee rotsblokken die uit Patamacca naar Paramaribo werden vervoerd. Patamacca ligt in het oosten en vormde een deel van het oorlogsgebied. Op het monument staat: Rotsvast in ons geheugen. In het midden staan granieten plaquettes met daarop de namen van de omgekomen militairen. Een voor een werden de namen van de omgekomen militairen voorgelezen, met op de achtergrond het signaal van de Last Post. Na afloop van de ceremonie kregen nabestaanden de kans om bloemen bij het monument te leggen.